# Cappadocia (römische Provinz)
Cappadocia, heute bekannt als Kappadokien, ist der lateinische Name einer antiken Landschaft und römischen Provinz im Osten der heutigen Türkei, ebenso wie eines großen Teils des östlichen Asia Minor.
Obgleich Cappadocia nie einen bedeutenden Stand im Römischen Reich erlangte, war es doch ein wichtiges Grenzgebiet gegen das Parthische Reich. Es wurde später zu einer der wichtigsten Stätten der frühen Christen und nach der Reichsteilung Teil von Byzanz.

## Geschichte
Kappadokien war seit jeher Teil zahlreicher Reiche gewesen, ehe es von den Römern annektiert worden war. So war es eine Satrapie unter den Achämeniden gewesen und später, nachdem das Persische Großreich gefallen war, in zwei eigenständige Königreiche unter der Herrschaft von Mithridates und Ariarathes aufgeteilt, zwischen welchen sich die Dynastie des Mithridates als die dominierende erwies. Unter ihm wurde Kappadokien Teil des Reiches Pontos und es gab Versuche einer Hellenisierung, die jedoch von eher mäßigem Erfolg geprägt waren, sodass Kappadokien im Vergleich zu anderen Teilen des von den Diadochen besetzten Gebietes immer als ein wenig rückständig gesehen wurde.
Da der Zuwachs kappadokischer Macht nicht im Interesse Roms lag, unterstützte der römische Senat die Wahl von Ariobarzanes I. und erklärte Rom zur Schutzmacht, die ihn gegen die ständige Bedrohung durch Tigranes II. von Armenien beschützen sollte. So geriet Kappadokien in die Abhängigkeit von Rom und in den Sog der römischen Intrigen sowie den Einfluss römischer Militärkommandanten, die sich gegenseitig in den Bürgerkriegen der Römischen Republik bekämpften und nach Einfluss im Osten strebten. Dies zeigte sich deutlich, als die Linie des Ariobarzanes von Marcus Antonius abgesetzt und Archelaos Sisines zum neuen König erhoben wurde.

## Als Provinz
Cappadocia wurde 18/19 n. Chr. vollends zur römischen Provinz unter Kaiser Tiberius, welcher den noch von Marcus Antonius eingesetzten Herrscher absetzen ließ, nachdem diesem bereits zuvor ein römischer Prokurator zur Seite gestellt worden war. Tiberius knüpfte an die bestehenden Herrschaftssysteme an, welche bereits überaus effizient waren und eine wirtschaftliche Nutzung der kargen Provinz ermöglichten. Die Provinz wurde zunächst von einem ritterlichen Prokurator verwaltet, welcher in der Stadt Mazaka (später umbenannt in Caesarea) residierte und Tiberius selbst unterstellt war. Da Kappadokien jedoch Teil des Grenzgebiets zum Parthischen Reich war, wurde die Provinz aus Sicherheitsgründen mehrere Male neu organisiert; so wurde das alte Cappadocia unter Vespasian mit Armenia Minor und den Provinzen Galatia und Pontus vereinigt. Die neue Großprovinz wurde einem konsularischen Statthalter unterstellt, der sein Amt auch dann noch behielt, als Trajan Galatia wieder zu einer eigenständigen Provinz machte.
Obwohl Cappadocia an den Grenzen des römischen Reichs lag, erlebte es bis in das 3. Jahrhundert hinein eine recht friedliche Periode. Offensiven durch die Sassaniden und Goten ab dem 3. Jahrhundert führten jedoch zur Zerstörung zahlreicher Städte, unter ihnen Tyana, Kybista und selbst Caesarea. Im Anschluss war das Vertrauen der kappadokischen Bevölkerung in die römische Militärmacht gebrochen, was die Provinz anfällig für die Bekehrungen der frühen Christen machen sollte.
In der Spätantike wurde Cappadocia zu einem bedeutenden Ort der frühen Christenheit. Dort wirkten u. a. Basilius der Große, Gregor von Nazianz und Gregor von Nyssa, welche auch als die drei kappadokischen Kirchenväter bezeichnet werden. Das Christentum verbreitete sich rasch unter der Bevölkerung, sodass die Provinz seit der Mitte des 3. Jahrhunderts als weitgehend christliches Land gelten konnte. Die Provinz wurde im Jahre 372 von Valens in Cappadocia prima und Cappadocia secunda geteilt und fiel nach der Reichsteilung von 395 an das oströmische Reich, als Teil der Provinz Armenaikon.

## Eigenheiten
Die Bewohner der Provinz Cappadocia hatten sich einen Großteil ihrer alten Lebensweise bewahren können, da die Provinz nicht so weit hellenisiert war wie andere Provinzen in Asia Minor. Große Teile des Landes waren in den Händen des Adels und der Tempelfürsten geblieben, ein Großteil der Bevölkerung war besitzlos und unfrei. Kappadoker hatten den Ruf, plump und schwer von Begriff zu sein, was ihnen den Spott ihrer Zeitgenossen einbrachte.
Die Provinz Cappadocia besaß zahlreiche natürliche Rohstoffe, wie Marmor, Alabaster, Blei, Silber und Eisen. Der Großteil der Bevölkerung war agrarisch geprägt und lebte von Viehzucht und Getreideanbau. Trotz dieser zahlreichen natürlichen Rohstoffe war die Provinz im römischen Vergleich jedoch eher arm, da die Winter oft hart waren und die Bevölkerung zwangen, in den natürlichen Höhlen des Landes Schutz zu suchen.
Kappadokien war ebenfalls bekannt für seine Pferdezucht, die ihr Zentrum nördlich des Argaeus mons hatte. Die kappadokischen Pferde waren berühmt für ihre militärische Tauglichkeit, welche bereits von den Persern erkannt und gefördert wurde. Auch für Wagenrennen waren sie sehr begehrt und konnten mit anderen Leistungstieren aus Hispanien, Sizilien und Lusitanien konkurrieren.